# Carlo Bugatti
Pour les articles homonymes, voir Bugatti (homonymie).
Carlo Bugatti, né le 16 février 1856 à Milan et mort le 31 mars 1940 à Molsheim, est un artiste, ébéniste, décorateur, créateur et fabricant de mobilier, de modèles d'orfèvrerie, d'instruments de musique italien, avec une prédilection pour l'Art nouveau. Il est le père de Deanice Bugatti, Ettore Bugatti (1881-1947) fondateur de Bugatti en France, et de Rembrandt Bugatti (1884-1916) sculpteur animalier, et le grand-père de Jean Bugatti, pilote franco-italien chez Bugatti.

## Biographie
Fils de Giovanni Luigi Bugatti, sculpteur et architecte italien renommé en Italie, il naît en 1856 en Italie. Il commence sa carrière artistique à Milan vers 1880, après avoir suivi les cours de l'Académie des beaux-arts de Brera en 1875, puis de l'Académie des beaux-arts de Paris.
En 1880, il commence une carrière d'artisan d'art ébéniste créateur de meuble d'art à Milan et obtient ses premiers succès en France en 1888, puis accède à la notoriété artistique avec une médaille d'argent à l'Exposition universelle de 1900 à Paris, ainsi qu'un grand prix du jury pour son salon de jeu et de conversation, lors de la première exposition internationale d'art décoratif moderne de 1902.
Il s'installe à Paris en 1904, puis se retire à Pierrefonds (Oise) en 1910, commune dont il devient maire durant la Première Guerre mondiale. En 1935, âgé de 79 ans, il se retire avec son épouse Térésa auprès de sa famille en Alsace, et s'installe dans un appartement de la remise nord du site industriel Bugatti de Molsheim de son fils Ettore Bugatti. Il passe les derniers mois entre son appartement, l'usine Bugatti à Molsheim où il fréquente les ouvriers et la villa de « la Hardtmühle » où vivent Ettore et sa famille. Il meurt en avril 1940, à l'hôpital de Molsheim, et repose dans le caveau familial Bugatti du cimetière de Dorlisheim.

## Galerie

Mobilier Carlo Bugatti
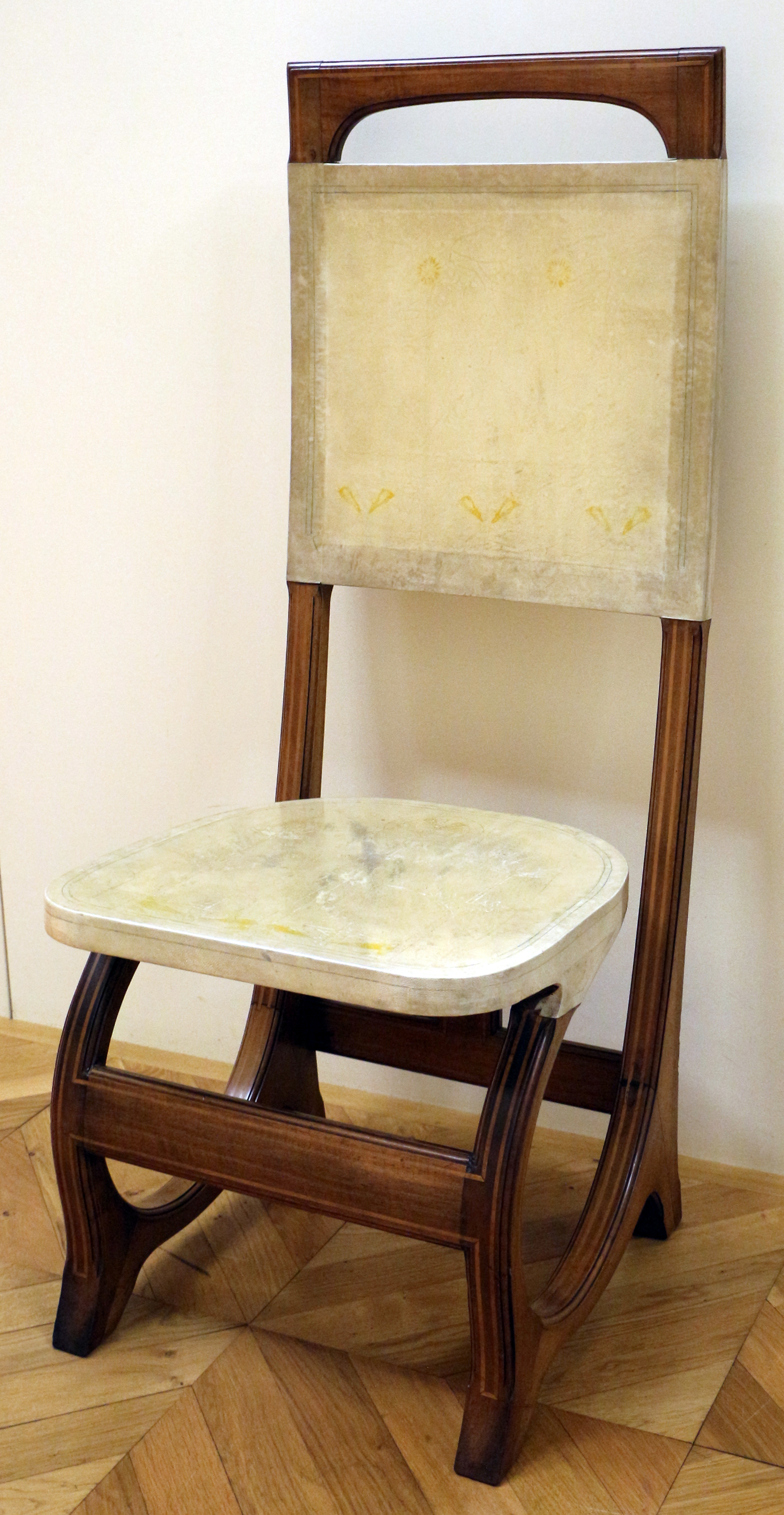
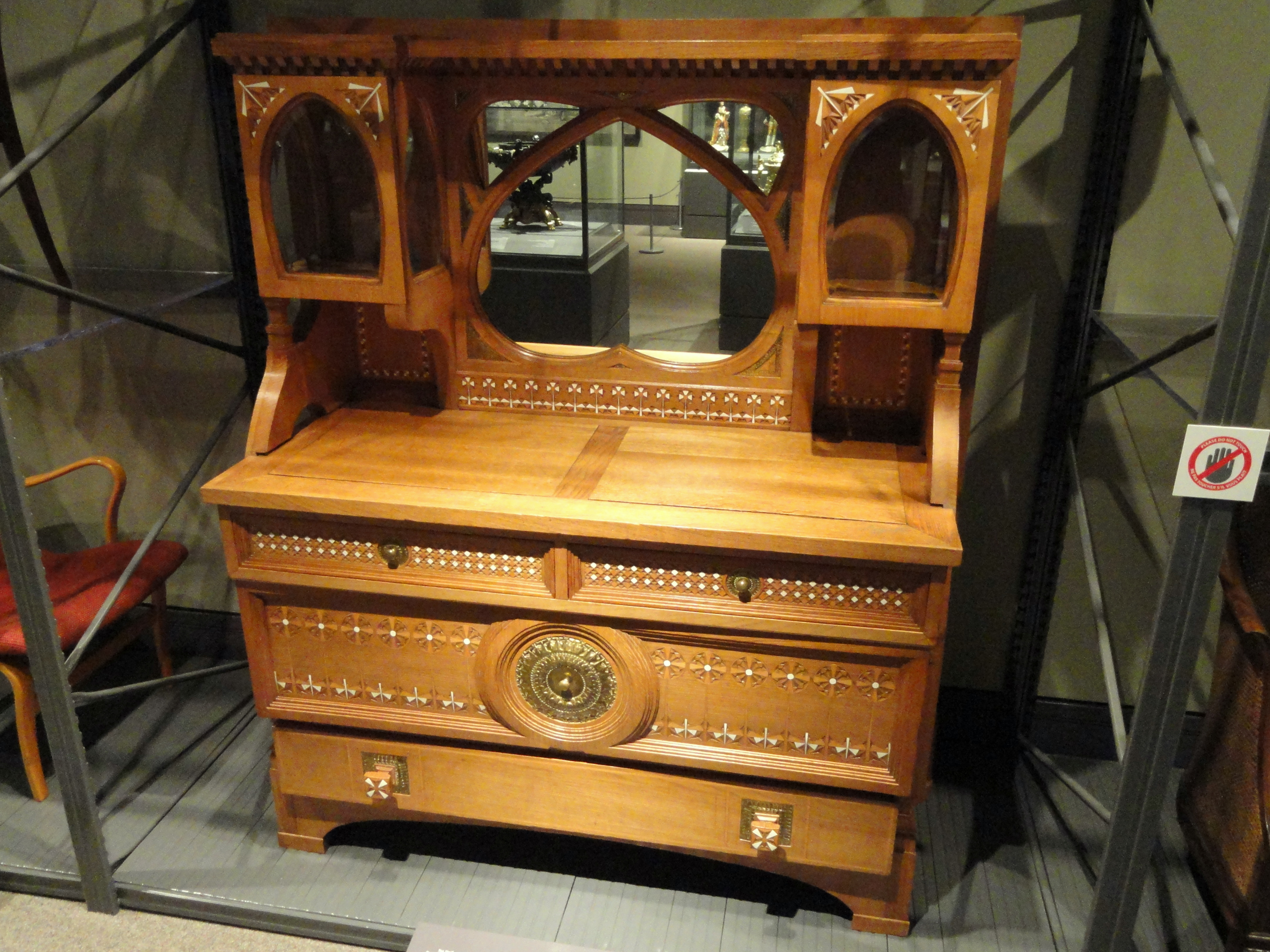
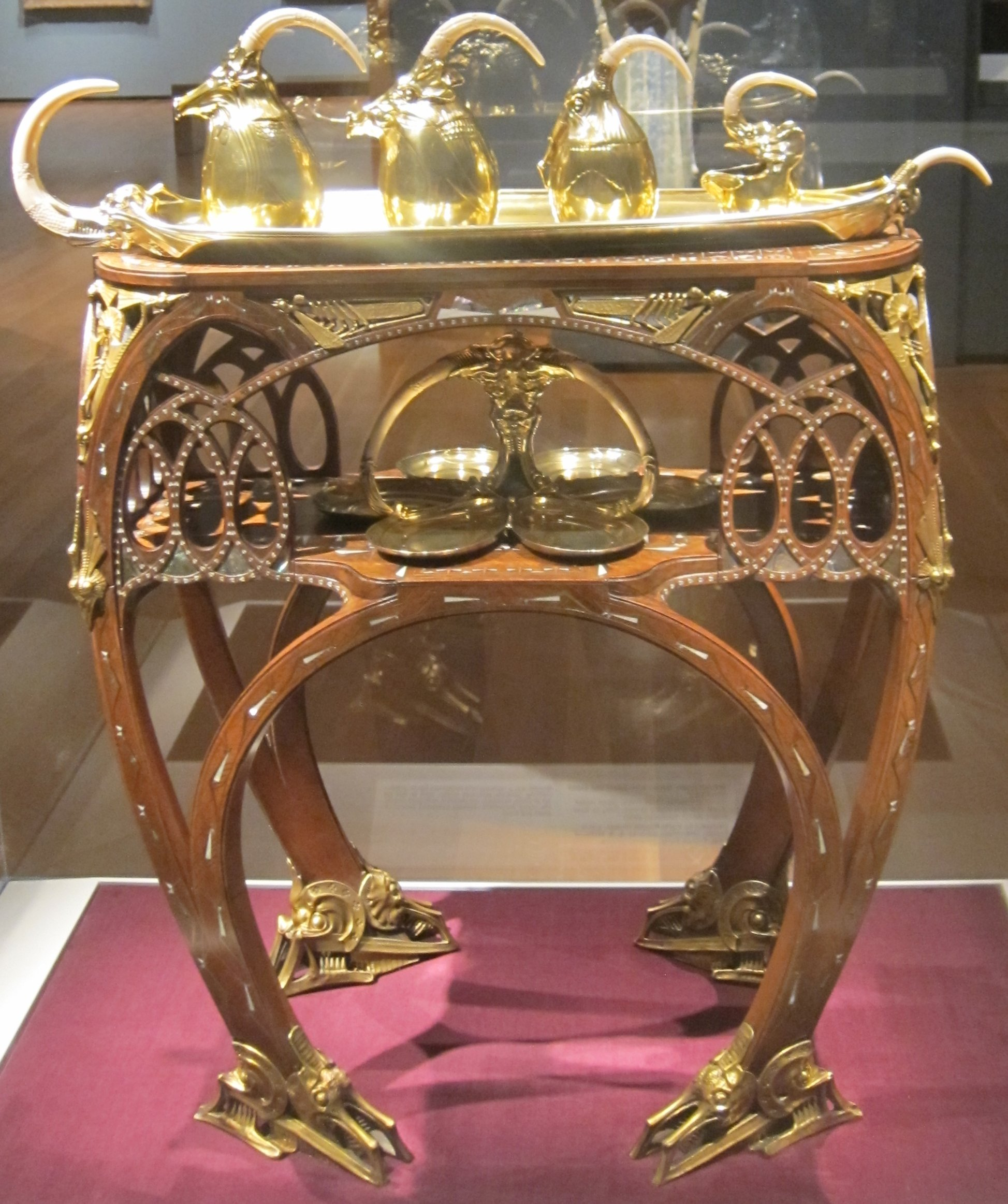
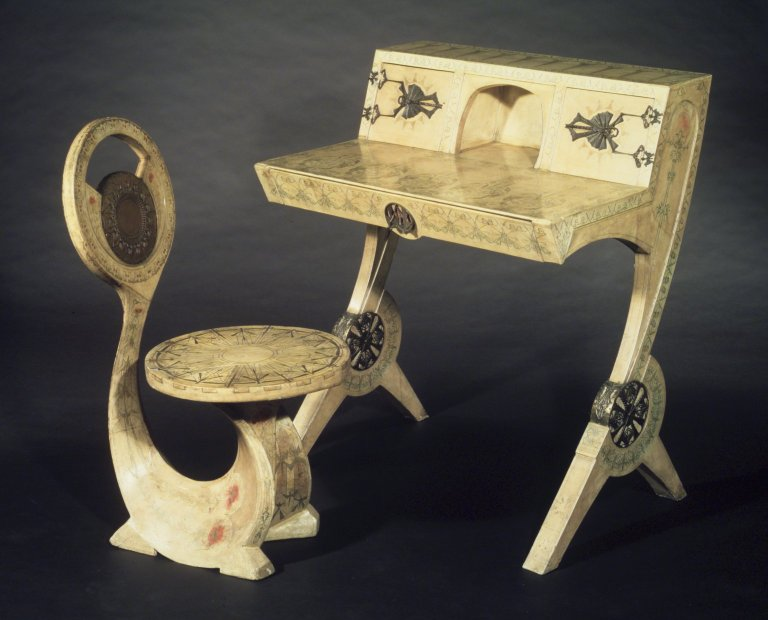
Art Institute of Chicago
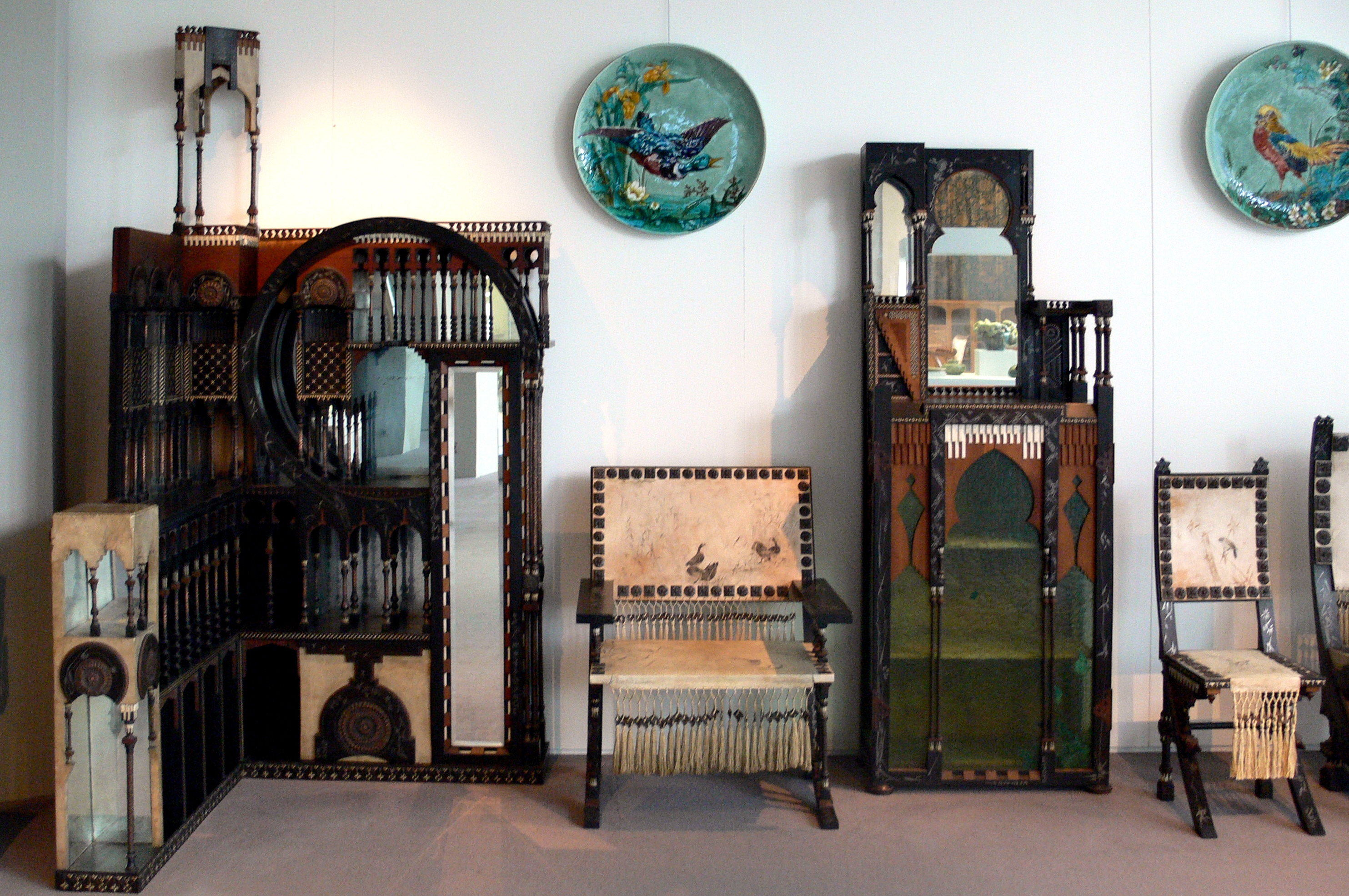
Musée des arts décoratifs de Dresde